# آرتا دید
آرتا دید (انگلیسی: Arta Dade؛ زادهٔ ۱۵ مارس ۱۹۵۳) سیاست‌مدار اهل آلبانی است.

## زندگی
آرتا دید در ۱۵ مارس سال ۱۹۵۳ در تیرانا به دنیا آمد. او از دانشگاه تیرانا در رشته ادبیات انگلیسی فارغ‌التحصیل شد و به عنوان یک مدرس، در دانشگاه تا سال ۱۹۹۷ فعالیت کرد.

## فعالیت سیاسی
آرتا دید عضو مجلس جمهوری آلبانی برای حزب سوسیالیست است. وی در طول فعالیت‌های سیاسی خود به عنوان وزیر فرهنگ و وزیر امور خارجه خدمت کرده‌است. او نخستین زنی بود که در آلبانی به عنوان وزیر امور خارجه منصوب شد. او در حال حاضر ریاست کمیته سیاست خارجی آلبانی را در دست دارد.